# صنوبر أليف الجبال
صنوبر أليف الجبال (الاسم العلمي:Pinus monticola) هي نوع من النباتات يتبع جنس الصنوبر من فصيلة الصنوبرية.